# Đời tư của Mao Chủ tịch
Đời tư của Mao Chủ tịch hay Cuộc sống riêng tư của Chủ tịch Mao hay Bác sĩ riêng của Mao là một cuốn sách hồi ký của Lý Chí Thỏa (1919-1995), từng là bác sĩ riêng và người thân tín của Mao Trạch Đông từ năm 1954 đến khi Mao qua đời năm 1976. Cuốn sách này đã bị cấm ở Trung Quốc và bị xem như là "vu khống", nhưng đã trở thành sách bán chạy nhất (bestseller) trong tiếng Anh và một số ngôn ngữ khác.
Bác sĩ Lý Chí Thỏa tuyên bố rằng ông ta là người từng giữ nhiệm vụ chăm sóc sức khoẻ cho Mao Trạch Đông từ năm 1954 đến 1976, nhiều thông tin về đời sống riêng tư của Mao Trạch Đông đã được ông tuyên bố trong cuốn hồi ký của mình. Theo lời kể trong hồi ký thì kể từ khi tới Trung Nam Hải sống, Mao rất lười vệ sinh cá nhân, đặc biệt Mao không bao giờ tắm rửa mà chỉ lau người hàng ngày bằng khăn ấm. Mao từng được nhìn thấy đang thò tay vào đũng quần để bắt chấy rận khi ông ta trả lời phỏng vấn một nữ phóng viên . Tuy nhiên, Uông Đông Hưng và các nhân viên khác xung quanh Mao Trạch Đông lên tiếng bác bỏ các bài viết của Lý Chí Thỏa.. Một nhóm nghiên cứu gồm ba tác giả đã dẫn những hồ sơ y tế cũ của Mao cho thấy Lý Chí Thỏa chỉ chăm sóc Mao có 1 ngày duy nhất (ngày 3 tháng 6 năm 1957). Như vậy, Lý Chí Thỏa không phải là bác sĩ thường trực của Mao Trạch Đông như ông ta tự tuyên bố, và vì thế Lý Chí Thỏa không thể có được những thông tin "riêng tư, bí mật" mà ông viết ra trong sách của mình.

## Nội dung
Trong thời gian làm bác sĩ riêng của Mao, Lý Chí Thỏa đã ghi chép một loạt các nhật ký trong giai đoạn này. Nhờ một phần vào bộ ghi chép đó (khoảng 40 cuốn nhật ký đã bị cố ý phá hủy trong cuộc Cách mạng Văn hóa nguy hiểm), Lý đã đưa ra một mô tả chi tiết về người đàn ông mà ông đã phục vụ trong 22 năm. Chân dung của Lý về Mao với đặc trưng là "sự tàn nhẫn, vô cảm, xảo trá, tham nhũng, không dung nạp bất đồng chính kiến, không muốn thừa nhận thất bại, không quan tâm đến vệ sinh cá nhân, nghiện thuốc an thần Barbiturate, và say mê nhân tình trẻ". Cuốn sách cũng cung cấp các chi tiết quan trọng mà trước đó chưa từng được biết về nhiều đồng chí, đồng nghiệp của Mao Trạch Đông tại Trung Nam Hải và các sự kiện quan trọng xảy ra trong thời gian cai trị của Mao tại Cộng hòa Nhân dân Trung Hoa.

## Ấn bản
Cuốn sách đã được dịch ra nhiều ngôn ngữ, trong đó có:
- Ấn bản tiếng Trung: 毛泽东私人医生回忆录 (Hồi ký Bác sĩ riêng của Mao), dịch và biên tập: Hong Chaoying (戴洪超英譯), Nhà xuất bản tại Đài Loan của China Times (時報文化出版企業有限公司), 1994
- Ấn bản tiếng Anh: The private life of Chairman Mao: the memoirs of Mao's private physician (Cuộc sống riêng tư của Chủ tịch Mao, hồi ký của bác sĩ riêng của Mao), Nhà xuất bản Random House, London (1994), ISBN 0679764437, 682 trang
- Ấn bản tiếng Việt: Bác sĩ riêng của Mao, Nhà xuất bản Ngoại văn, 2004. Bí mật cuộc đời Mao trạch Đông, hồi ký Bs Lý Chí Tuy, Duy Nguyên Trần Ngọc Dung dịch, Nhà xuất bản Thế giới, California, 1995, 717 trang.

## Phản ứng trên truyền thông

### Phê bình
Để phản ứng, năm 1995 và 1998, tại Trung Quốc và Hồng Kông đã phát hành 2 cuốn sách phản bác. Một cuốn "Đời tư của Mao Trạch Đông phản bác Lý Chí Thỏa" (公开毛泽东私生活》一书，反驳李志绥的记录) của Uông Đông Hưng, Phó chủ tịch Trung ương Đảng Đảng Cộng sản Trung Hoa cũng công bố những thông tin cá nhân của ông để bác bỏ Lý Chí Thỏa. Một cuốn là "Lishi de Zhenshi: Mao Zedong Shenbian Gongzuo Renyuan de Zhengyan" (Sự thật lịch sử: Lời kể từ những người đã làm việc với Mao Trạch Đông), tác giả gồm Wuxu Jun, Xu Tao, gồm những y tá, thư ký và bác sĩ chăm sóc từng làm việc thân cận với Mao Trạch Đông. Tại Cộng hòa Nhân dân Trung Hoa, tên của bác sĩ riêng Lý Chí Thỏa đã bị xóa bỏ khỏi các sách lịch sử chính thức và phương tiện truyền thông chính thống.
Ngay sau khi quyển sách được xuất bản lần đầu tiên, nó đã nhận được nhiều sự phản đối gay gắt từ nhiều người nhận xét rằng nó đưa ra những thông tin không trung thực về Mao Trạch Đông. Một tuyên cáo bày tỏ sự phản đối đối với quyển sách ngay sau khi nó xuất bản đã được ký ngay bởi 150 người đã biết Mao Trạch Đông hoặc đã làm việc lâu năm với ông, bao gồm Uông Đông Hưng, Lý Ngân Kiều và Diệp Tử Long.
Năm 1995, một quyển sách xuất bản tại Hồng Kông (thời điểm vẫn còn của Anh Quốc), tựa đề "Lishi de Zhenshi: Mao Zedong Shenbian Gongzuo Renyuan de Zhengyan" (Sự thật lịch sử: Lời kể từ những người đã làm việc với Mao Trạch Đông). Nó được viết bởi 3 người quen thuộc và thân cận với Mao, đó là: Thư ký riêng Lin Ke, bác sĩ riêng của Mao từ năm 1953 tới 1957 Xu Tao và Wu Xu Jun, trưởng y tá của Mao từ năm 1953 đến 1974. Trong cuốn sách, họ cho biết Lý Chí Thỏa không biết nhiều về Mao và đã đưa ra một bức tranh méo mó về ông ta trong cuốn sách.
Ba tác giả cho biết Lý Chí Thỏa không phải phục vụ Mao vào năm 1954 như ông viết trong sách, thay vào đó họ trưng ra những hồ sơ y tế cũ của Mao, cho thấy Lý Chí Thỏa chỉ chăm sóc Mao có 1 ngày duy nhất (ngày 3 tháng 6 năm 1957). Như vậy, theo Wu, Lý Chí Thỏa không phải là bác sĩ thường trực của Mao Trạch Đông và vì thế không có khả năng có được những thông tin riêng tư, "bí mật" mà ông viết ra trên sách. Và một số buổi họp trong sách (kể cả những cuộc họp liên quan tới Mao Trạch Đông, Đặng Tiểu Bình, Stalin mà Lý Chí Thỏa nói rằng mình được dự), thực tế đó là những buổi họp chỉ dành cho những lãnh đạo cộng sản cao cấp, mà Lý Chí Thỏa không thuộc tiêu chuẩn đó.
Thích Bản Vũ, một cựu lãnh đạo ở Bắc Kinh trong thời Cách mạng văn hóa, mặc dù đã từng bị Mao Trạch Đông bỏ tù 18 năm từ năm 1968, nhưng ông ta vẫn nhìn nhận rằng: "Hầu hết những thông tin của Lý Chí Thỏa là do rút tỉa, gán ghép từ những tin đồn khác. Để người đọc phương Tây tin rằng ông ta có quyền hạn truy cập những thông tin mà ông ta viết, ông ta đã thêu dệt các sự kiện, đưa tới vô số sai sót trong tác phẩm của ông ấy."
Về chuyện tình dục của Mao Trạch Đông, với trải nghiệm và tư cách của một người sống gần Mao nhiều năm, Thích khẳng định ông ta chưa bao giờ nghe thấy một tin đồn nào về việc Mao có quan hệ bất chính ngoài hôn nhân, trong khi một số đảng viên kỳ cựu khác thì có. Và Mao luôn có thái độ tôn trọng và đúng mực với các nữ cộng sự. Vì điều này và nhiều điều khác, Thích nhận định rằng quy kết của Lý Chí Thỏa về những việc ngoại tình của Mao Trạch Đông là một sự dối trá.
Giáo sư Frederick Teiwes, một viện sĩ phương Tây chuyên nghiên cứu về Mao Trạch Đông và Trung Quốc, cũng lên án quyển sách "Đời tư của Mao chủ tịch", trong quyển sách "The Tragedy of Lin Biao: Riding the Tiger during the Cultural Revolution 1966-1971" (Bi kịch của Lâm Bưu: Cưỡi trên lưng hổ trong Cách mạng văn hóa 1966-1971, xuất bản năm 1996) đã cho rằng cuốn sách của Lý Chí Thỏa đã bài Mao một cách quá khích và cực đoan. Ông ta đã đánh giá rằng cuốn sách này không có gì mới mà chỉ là tái chế những thông tin và suy diễn từ bên ngoài.

### Khen
Cuốn sách được đánh giá bởi The New York Times, trong đó mô tả nó như là "chân dung cực kỳ gần gũi" của một lãnh tụ Trung Quốc, có chứa nhiều chi tiết về thời kỳ cai trị của Mao Trạch Đông và sự liên kết với những nhân vật quan trọng khác trong chính phủ, nhưng không có nhiều tiết lộ mới về lịch sử chính trị hay ngoại giao của chủ nghĩa Mao (hay Tư tưởng Mao Trạch Đông) tại Trung Quốc. Phần phê bình cũng viết rằng mặc dù có thể là không bao giờ biết chắc chắn mức độ chính xác tuyệt đối của những thông tin và giai thoại của cuốn sách cũng như sẽ không có ai dám làm nhân chứng nữa, nhưng nội dung của sách được hỗ trợ bởi rất nhiều những hình ảnh của Lý với Mao trên nhiều chuyến đi của mình, cũng như tính thống nhất, gắn bó của các chi tiết so sánh với các thông tin đã được biết đến bởi các chuyên gia khác của lịch sử và chính trị Trung Quốc. Cuốn sách cũng nhấn mạnh sự đạo đức giả và suy đồi "ngụy quân tử" của lối sống Mao, trong khi lại thực thi nghiêm ngặt những hạn chế chính trị và sinh hoạt văn hóa xã hội cùng cổ xúy những khuôn mẫu đạo đức mới trong đời sống của người dân, và những ảnh hưởng có hại của hệ tư tưởng mới.
Cuốn sách cũng được đánh giá bởi Hội đồng Quan hệ Ngoại giao tạp chí Foreign Affairs (Council on Foreign Relations Magazin Foreign Affairs). Cuốn sách được thực hiện dựa trên bộ nhớ của Lý và ghi chép của các nhật ký của mình vào khoảng năm 1977 (bản chính đã bị phá hủy trong thời kỳ Cách mạng Văn hóa vì sợ hãi những tác động nguy hiểm đến họ Lý và gia đình mình), bất chấp sự yếu kém này, theo bài phê bình là "rõ ràng không có lý do gì để nghi ngờ mức độ chính xác của những thông tin của bác sĩ Lý và cuốn sách là một nỗ lực hợp lý để ghi lại những trải nghiệm của mình" và uy tín của ông và mức độ khả tín của những thông tin đã được tăng cường bởi những học giả về lịch sử Trung Quốc. Cuốn sách đã được ca ngợi như có thể là nguồn tốt nhất, hoặc là nguồn thông tin duy nhất về những sự kiện chính trị lớn tại Trung Quốc, những tranh chấp trong hàng ngũ lãnh đạo cao cấp của Trung Quốc, và cuộc sống riêng tư vá cá tính của nhân vật Mao. Bài phê bình cũng nêu bật những lời chỉ trích về sự vô cảm, thờ ơ của Mao Trạch Đông và thiếu nhận thức về sự đau khổ chung trong các tầng lớp dân chúng của đất nước, sự đam mê tình dục thái quá của ông và không dung nạp những lời chỉ trích hoặc bất đồng chính kiến của Mao.